# Sanys gigas
Sanys gigas är en fjärilsart som beskrevs av George Francis Hampson 1926. Sanys gigas ingår i släktet Sanys och familjen nattflyn. Inga underarter finns listade.